# Способи живлення організмів
Жи́влення — процес отримання із навколишнього середовища і засвоєння організмом речовин та енергії, що використовуються ним для підтримання життєдіяльності, росту та розмноження. У процесі історичного розвитку (філогенезу) виникло кілька груп організмів, що відрізняються за типом живлення і особливостями обміну речовин.
| Джерело енергії  | світло                 | фото-   | -трофи |
| Джерело енергії  | готові хімічні сполуки | хемо-   | -трофи |
| Донор електронів | органічні сполуки      | органо- | -трофи |
| Донор електронів | неорганічні сполуки    | літо-   | -трофи |
| Джерело карбону  | органічні сполуки      | гетеро- | -трофи |
| Джерело карбону  | неорганічні сполуки    | авто-   | -трофи |

Тіло живих істот побудоване із органічних речовин, основу яких становить хімічний елемент Карбон. Для багатьох організмів єдиним або принаймні основним джерелом карбону є неорганічна сполука - вуглекислий газ.  Такі організми називаються автотрофами. Хоча всі бактерії можуть засвоювати CO2, це дуже енергозатратний процес і багато з них віддають перевагу готовим органічним речовинам. Такої ж стратегії живлення — використання як джерела карбону органічних сполук, синтезованих іншими організмами, або гетеротрофності — дотримуються і тварини та гриби.
Крім карбону в процесі живлення організми також повинні отримувати енергію та електрони. Як джерело енергії може використовуватись тільки світло (фототрофами) та відновлені хімічні речовини (хемотрофами). Електрони організми можуть добувати з органічних речовин (тоді вони називаються органотрофами) або неорганічних (літотрофи).
Майже всі еукаріотичні організми та більшість прокароіт належать до однієї із двох груп: фотолітоавтотрофи (інколи просто фотоавтотрофи) або хемоорганогетеротрофи (інколи хемогетеротрофи або просто гетеротрофи). Проте для бактерій характерна велика різноманітність типів метаболізму, серед них зустрічаються також і фотоорганогетеротрофи та хемолітоавтотрофи.
Організми, що можуть змінювати стратегію живлення в залежності від умов, називаються міксотрофами.

## Фотолітоавтотрофи
Зелені рослини, водорості та ціанобактерії здатні до фотосинтезу, тобто використовують енергію світла для синтезу органічних сполук із неорганічних. Джерелом електронів для цих організмів є молекули води.  Оскільки при розщепленні цієї речовини виділяється кисень, то такий тип фотосинтезу називають оксигенним. Інша група фотолітоавтотрофів, до якої належать зелені (наприклад Chlorobium) та пурпурові (Chromatium) сіркобактерії, не можуть окиснювати воду.  Вони здійснюють так званий аноксигенний фотосинтез, джерелом електронів під час якого є водень, сірководень, або молекулярна сірка. Ці бактерії є анаеробними.
Автотрофні організми − первинні продуценти органічної речовини в біосфері, які утворюють перший трофічний рівень в угрупованнях. Роль фотосинтезуючих автотрофних організмів є визначальною, оскільки вони утворюють основну масу органічної речовини в біосфері.

## Хемоорганогетеротрофи
Хемоорганогетеротрофи живляться відновленими органічними сполуками, які є для них джерелом карбону та високоенергетичних електронів. До таких організмів належать всі тварини, гриби, більшість бактерій, зокрема всі паразитичні види, та деякі рослини. Якщо гетеротрофи отримують готові органічні речовини від живих організмів, їх відносять до хижаків або паразитів, якщо вони використовують речовини відмерлих організмів − до сапрофітів. До гетеротрофних організмів відносять також організми, які живляться за рахунок інших, але не паразитують на них, а перебувають з ними у взаємокорисних відносинах (мутуалізм).
За способом отримання їжі гетеротрофні організми розділяють на голозойних (тварини), які захоплюють тверді частинки, та осмотрофних (гриби, бактерії), які живляться розчиненими речовинами.
Видове різноманіття хемогетеротрофів значно переважає різноманіття фотоавтотрофів, однак їхня загальна біомаса менша. Гетеротрофи утворюють вторинну продукцію біомаси в природі; в екосистемах вони відіграють роль консументів та редуцентів, замикаючи цикл Карбону утворенням СО2. Разом з автотрофами гетеротрофи складають єдину біологічну систему, пов'язану трофічними відносинами.

## Хемолітоавтотрофи
Хемолітоавтотрофи — порівняно невелика група прокаріот, які отримують відновні еквіваленти та енергію для синтезу АТФ шляхом окиснення неорганічних речовин, здатні до фіксації вуглекислого газу. Як енергетичні субстрати можуть використовувати сірководень (Beggiatoa), сірка (Thiobacillus thiooxidans), аміак (Nitrosomonas), водень (Hydrogenomonas), залізо Fe2+ (Thiobacillus ferrooxidans), чадний газ (Pseudomonas carboxydohydrogena).
Ця група бактерій важлива для забезпечення колообігу елементів в екосистемах, зокрема перетворення аміаку в нітрати та сірки, і сульфідів — у сульфати. Деякі хемолітротрофи можуть також бути і гетеротрофними.

## Фотоорганогетеротрофи
Частина фотосинтезуючих бактерій, які у великій кількості населяють забруднені водойми, використовують як джерело електронів та карбону органічні речовини. До цієї групи належать зелені (Chloroflexus) та пурпурові (Rhodopseudomonas) несірчані бактерії.

## Міксотрофи
Міксотрофні організми (міксотрофи) займають проміжне положення. В залежності від умов довкілля вони можуть себе вести як автотрофи, так і як гетеротрофи. Прикладом міксотрофних організмів може слугувати евглена зелена, яка на світлі здатна до фотосинтезу, а у темряві засвоює органічні речовини, подібно до гетеротрофів. Поживні речовини при цьому всмоктуються через мембрани клітин. У багатьох хижих рослин, таких, як росичка, міхурчатка, мухоловка та інші, виробилися спеціальні ловчі камери та залози, які виділяють травні соки, а також з'явилися складні рухи (настії).